# Jonas (1957)
Jonas ist ein deutscher Avantgardefilm des Psychiaters, Filmautoren und Kunstsammlers Ottomar Domnick von 1957.

## Inhalt
Jonas, Schriftsetzer in einer Druckerei, kauft sich einen Hut, der ihm aber kurz darauf in einer Gaststätte abhandenkommt. Er entwendet einen anderen Hut. Die in diesem lesbaren Initialen „M. S.“ erinnern ihn an einen Freund, den er zehn Jahre zuvor in einer lebensbedrohlichen Situation im Stich gelassen hatte. Von Schuldgefühlen geplagt, versucht er vergeblich, den Hut wieder loszuwerden.

## Produktionshintergründe

### Finanzierung
Sein Bruder Hans Domnick, ein erfolgreicher Filmproduzent, versuchte Ottomar Domnick unter Hinweis auf die großen finanziellen Risiken von seinem Filmprojekt abzubringen.
Die Produktionskosten des Films beliefen sich auf rund 300.000 DM. Das Land Nordrhein-Westfalen gewährte eine Filmförderung in Höhe von 100.000 DM.

### Entstehung
Domnick hatte zunächst nicht selbst Regie führen wollen. Er hatte mit Géza von Radványi, Peter Pewas und Gerard Rutten gesprochen, dann aber Herbert Vesely für die Regie vorgesehen. Aufgrund künstlerischer Differenzen sollte Vesely dann nur noch als Regieberater tätig sein, doch während der Dreharbeiten wurde die Zusammenarbeit ganz eingestellt und Domnick führte alleine Regie.
Die Dreharbeiten fanden von Ende Juli bis Ende August 1956 in Stuttgart statt. Die Darsteller mit Ausnahme von Robert Graf waren Schauspieler des Staatstheater Stuttgart.
Als Filmmusik setzte Domnick zum einen die Liberian Suite ein, die Duke Ellington 1947 komponiert und mit seinem Orchester auf Schallplatte eingespielt hatte. Zum anderen beauftragte er Winfried Zillig als Komponist. Dessen Ende 1956 komponierte Stücke wurden am 9. Februar 1957 in der Villa Berg des Süddeutschen Rundfunks aufgenommen. Zillig selbst spielte dabei Klavier, Celesta und Cembalo, Willy Glas spielte Flöte, vier weitere Musiker spielten Solo-Pauke, Schlagzeug, Saxophon und Hammondorgel.

### Aufführung und Rezeption
Jonas nimmt formell und inhaltlich Einiges von dem vorweg, was Jahre später den Neuen Deutschen Film prägen sollte. Uraufgeführt während der Berlinale im Berliner Zoo-Palast am 26. Juni 1957 hob er sich als experimenteller Essayfilm über den vereinsamten Menschen in der Großstadt massiv vom Gros der bundesdeutschen Nachkriegsfilme ab.
Er lief ab Herbst 1957 in bundesrepublikanischen Kinos, erhielt teilweise hervorragende Kritiken und fand auch sein Publikum an den Kinokassen. Domnicks weiteres filmisches Schaffen wurde wenig beachtet und auch „Jonas“ wurde weitgehend vergessen. Bis heute ist der Film wenig bekannt und findet als Vorläufer des Neuen Deutschen Films selten Erwähnung.

## Hintergrund
- Der Schauspieler Robert Graf starb 1966 mit 42 Jahren. Er war der Vater des Regisseurs Dominik Graf.
- Zum gewünschten Einfluss ihres Films auf das Deutsche Kino schrieb Hans Magnus Enzensberger in einem Brief an Domnick: “Wahrscheinlich wird man dem Fingerzeig nicht folgen und weiter Groschenfilme machen; dann ist die deutsche Filmindustrie in spätestens sechs Jahren vollkommen geliefert.” Michael Althen kommentiert dies im Rückblick in der FAZ: „Er wusste gar nicht, wie recht er in beidem behalten sollte. Umso wichtiger ist es heute, sich daran zu erinnern, wie modern die Bundesrepublik sein konnte, wenn sie nur wollte.“[6]
- Domnik hatte zuvor zwei Dokumentarfilme gedreht und ist filmischer Autodidakt.

## Auszeichnungen
- Deutscher Filmpreis 1957 – Filmbänder in Silber für die beste Kamera für Andor von Barsy und für die beste Filmmusik für Duke Ellington und Winfried Zillig, Nominierung für ein Filmband in Gold als bester männlicher Hauptdarsteller für Robert Graf
- Preis der deutschen Filmkritik 1957 – Bildgestaltung
- Bambi 1957 – Künstlerisch wertvollster deutscher Film
- Evangelische Filmgilde – Bester Film des Monats Oktober 1957
- Berlinale 1957 – Nominierung für den Goldenen Bären

## Neuveröffentlichung
- Die Stuttgarter „Filmgalerie 451“ veröffentlichte „Jonas“ am 29. Juni 2007 zum 100. Geburtstag Ottomar Domnicks erstmals auf DVD.
- Am 8. Februar 2010 erschien „Jonas“ als einer von 10 ausgewählten deutschen Filmen in der F.A.Z. Filmedition – Momente des deutschen Films.

Die Neuveröffentlichungen führten zu einer Reihe neuerer Kritiken sowie zu einer Neubewertung des Films in seiner filmhistorischen Bedeutung.

## Kritiken
„Von der Tiefenpsychologie beeinflusste Studie über Probleme der Lebensangst und der Kontaktunfähigkeit, in fragmentarischer, fast abstrakter Bildsprache erzählt. Ein formal ehrgeiziges Werk, das auch als filmisches Experiment Beachtung verdient.“

„,Jonas' wird in die Filmgeschichte eingehen - als der mutigste, einsamste, und unwiederholbarste deutsche Film unserer Tage. Kein anderer deutscher Film seit Jahr und Tag verfügt über ähnliche Bildkunst.“

„Der großartige und früh verstorbene Robert Graf spielt einen vom Schuldtrauma zerfressenen Großstadtbürger in der jungen Bundesrepublik. Der Schauplatz Stuttgart wird zur anonymen Bedrohungskulisse des Wirtschaftswunderlandes BRD mit Anklängen bei George Orwell, Kafka und dem deutschen Kino-Expressionismus der 1920er Jahre. 'Jonas' nahm viel von dem vorweg, was später Alexander Kluge und die anderen intellektuellen Köpfe des Neuen Deutschen Films in den 1960er Jahren erst erfanden.“

„„Jonas“ zeigt ein Stuttgart des Jahres 1957, das so nah an Michelangelo Antonionis späteren italienischen Stadtbildern ist, wie es dieser Stadt eben möglich war. Denn Domnick und sein Kameramann Andor von Barsy fingen die gähnende Leere dieser Nachkriegsmoderne ein, und auch wenn der Film dabei die Einsamkeit, Entfremdung und Unbehaustheit des Menschen etwas forcierte, lebt „Jonas“ eben doch von einem poetischen, fast zärtlichen Blick auf die Kehrseite des Wirtschaftswunders, der aus heutiger Sicht fast unverstellt wirkt.“